# دانشگاه آمریکایی انگلیسی
دانشگاه آمریکایی انگلیسی (به لاتین: Anglo-American University) یک دانشگاه در جمهوری چک است که در پراگ واقع شده‌است.